# Sztuka dla sztuki
Sztuka dla sztuki (fr. l’art pour l’art), także sztuka jest celem sama w sobie – hasło propagowane przez niektórych twórców polskiego i europejskiego modernizmu.
Po raz pierwszy użył go w 1818 w swojej książce O prawdzie, o dobru i o pięknie Victor Cousin. Hasło było wyrazem sprzeciwu wobec utylitaryzmu w sztuce, spełnianiu przez nią innych oprócz estetycznych funkcji. Dzieło miało być doskonałe w swej formie, bez przypisywania nadmiernego wydźwięku, np. edukacyjnego czy politycznego. Koncepcja ta przewija się w poglądach wielu pisarzy i filozofów.
Przedstawicielami tego nurtu byli m.in. Oscar Wilde, Théophile Gautier, a w Polsce Stanisław Przybyszewski (np. w Confiteor), Zenon Przesmycki.